# Музеи на мъченията
Под Музеят на мъченията или Музеят на изтезанията могат да се разбират няколко такива експозиции в Европа. Те дават нагледен пример за процедурата и инструментариума с който са се изтръгвали (само)признанията.
Най-известният музей на изтезанията е в Амстердам, като такива сбирки има и в градчето Рудехайм на Рейн в Хесен, в Прага, както в Сан Джиминяно в Италия. В Амстердам посетителите на музея се връщат над 500 години назад в историята отпреди Осемдесетгодишната война, разхождайки се из неговите зали с експозициите. През средновековието методите и начините за наказание са се постигали с причиняване на физическа болка (изтезания) и/или със смърт чрез изтезания. Зловещото чувство у посетителите, създадавано от вида на средновековните съоръжения за мъчения и наказания, се засилва и от подходящата приглушена светлина. В амстердамския музей могат да се видят ужасяващи уреди като „стола на инквизицията“, покрит с шипове и каиши и „черепотрошачката“ - съоръжение подобно на менгеме, което буквално размазва черепа на човек.